# Mackinacbroen
Mackinacbroen (engelsk: Mackinac Bridge, udtales [ˈmækɪˌnɔː]) er en hængebro i Michigan i USA. Den går over Mackinacstrædet, og forbinder de to halvøer Michigan består af. Broen kaldes ofte "Mighty Mac" eller "Big Mac".
Planerne om at bygge en bro over sundet kom allerede i 1880'erne, men Mackinacbroen stod ikke færdig før i 1957. Den var da en af verdens længste hængebroer, med største spændvidde på 1158 meter og total længde på 8038 meter. 
Chefingeniør for opførelsen var David B. Steinman, og selskabet American Bridge Company stod bag. Fem arbejdere døde under opførelsen. 